# 财政民粹主义
财政民粹主义（英語：Fiscal populism）是一种政治意识形态，主张增加政府支出和减税，同时淡化财政保守主义、长期预算可持续性或以紧缩为导向的财政整顿策略。这种做法通常被用来实现短期的政治目标，例如赢得选举支持或维持政治权力。财政民粹主义驱动下的政策往往优先考虑短期经济增长和对选民有吸引力的福利措施，这可能导致财政赤字扩大、公共债务上升以及结构性财政失衡。相比之下，财政紧缩旨在通过削减支出和增加税收来恢复财政稳健；而财政民粹主义则因强调政治受欢迎程度，存在削弱长期财政稳定性的风险。